# جایزه بزرگ صخیر ۲۰۲۰
جایزه بزرگ صخیر ۲۰۲۰، که به‌طور رسمی به عنوان جایزه بزرگ فرمول ۱ رولکس صخیر ۲۰۲۰شناخته می‌شود، یک مسابقه اتومبیلرانی فرمول یک بود که در ۶ دسامبر ۲۰۲۰ برگزار شد. این مسابقه در ۸۷ دور از طرح «مدار بیرونی» پیست بین‌المللی بحرین در صخیر، بحرین برگزار شد. این مسابقه، نخستین مسابقهٔ فرمول یک در این پیکربندی پیست بود. این مسابقه شانزدهمین در مسابقات فرمول یک ۲۰۲۰ و دومین مسابقهٔ پشت سر هم در بحرین بود؛ «جایزه بزرگ بحرین» یک هفته قبل در پیکربندی «جایزه بزرگ» پیست صخیر برگزار شده بود. . این مسابقه همچنین اولین مسابقه‌ای بود که در بحرین و تحت عنوان «جایزه بزرگ صخیر» برگزار می‌شد.

## تعیین خط
| جایگاه | شماره راننده | راننده              | تیم-موتور          | زمان تعیین خط | زمان تعیین خط | زمان تعیین خط | استارت از رده |
| جایگاه | شماره راننده | راننده              | تیم-موتور          | Q1            | Q2            | Q3            | استارت از رده |
| ------ | ------------ | ------------------- | ------------------ | ------------- | ------------- | ------------- | ------------- |
| ۱      | ۷۷           | والتری بوتاس        | مرسدس              | ۰:۵۳٫۹۰۴      | ۰:۵۳٫۸۰۳      | ۰:۵۳٫۳۷۷      | ۱             |
| ۲      | ۶۳           | جورج راسل           | مرسدس              | ۰:۵۴٫۱۶۰      | ۰:۵۳٫۸۱۹      | ۰:۵۳٫۴۰۳      | ۲             |
| ۳      | ۳۳           | ماکس فرستاپن        | ردبول-هوندا        | ۰:۵۴٫۰۳۷      | ۰:۵۳٫۶۴۷      | ۰:۵۳٫۴۳۳      | ۳             |
| ۴      | ۱۶           | شارل لکلرک          | فراری              | ۰:۵۴٫۲۴۹      | ۰:۵۳٫۸۲۵      | ۰:۵۳٫۶۱۳      | ۴             |
| ۵      | ۱۱           | سرجیو پرز           | ریسینگ پوینت-مرسدس | ۰:۵۴٫۲۳۶      | ۰:۵۳٫۷۸۷      | ۰:۵۳٫۷۹۰      | ۵             |
| ۶      | ۲۶           | دانیل کویات         | آلفاتاوری-هوندا    | ۰:۵۴٫۳۴۶      | ۰:۵۳٫۸۵۶      | ۰:۵۳٫۹۰۶      | ۶             |
| ۷      | ۳            | دنیل ریکاردو        | رنو                | ۰:۵۴٫۳۸۸      | ۰:۵۳٫۸۷۱      | ۰:۵۳٫۹۵۷      | ۷             |
| ۸      | ۵۵           | کارلوس ساینز جونیور | مک لارن-رنو        | ۰:۵۴٫۴۵۰      | ۰:۵۳٫۸۱۸      | ۰:۵۴٫۰۱۰      | ۸             |
| ۹      | ۱۰           | پیر گاسلی           | آلفاتاوری-هوندا    | ۰:۵۴٫۲۰۷      | ۰:۵۳٫۹۴۱      | ۰:۵۴٫۱۵۴      | ۹             |
| ۱۰     | ۱۸           | لانس استرول         | ریسینگ پوینت-مرسدس | ۰:۵۴٫۵۹۵      | ۰:۵۳٫۸۴۰      | ۰:۵۴٫۲۰۰      | ۱۰            |
| ۱۱     | ۳۱           | استبان اوکون        | رنو                | ۰:۵۴٫۳۰۹      | ۰:۵۳٫۹۹۵      | ن/م           | ۱۱            |
| ۱۲     | ۲۳           | الکساندر آلبون      | ردبول-هوندا        | ۰:۵۴٫۶۲۰      | ۰:۵۴٫۰۲۶      | ن/م           | ۱۲            |
| ۱۳     | ۵            | سباستین فتل         | فراری              | ۰:۵۴٫۳۰۱      | ۰:۵۴٫۱۷۵      | ن/م           | ۱۳            |
| ۱۴     | ۹۹           | آنتونیو جوویناتزی   | آلفا رومئو-فراری   | ۰:۵۴٫۵۲۳      | ۰:۵۴٫۳۷۷      | ن/م           | ۱۴            |
| ۱۵     | ۴            | لاندو نوریس         | مک‌لارن-رنو         | ۰:۵۴٫۱۹۴      | ۰:۵۴٫۶۹۳      | ن/م           | ۱۹            |
| ۱۶     | ۲۰           | کوین مگنوسن         | هاس-فراری          | ۰:۵۴٫۷۰۵      | ن/م           | ن/م           | ۱۵            |
| ۱۷     | ۶            | نیکولاس لطیفی       | ویلیامز-مرسدس      | ۰:۵۴٫۷۹۶      | ن/م           | ن/م           | ۱۶            |
| ۱۸     | ۸۹           | جک اتیکن            | ویلیامز-مرسدس      | ۰:۵۴٫۸۹۲      | ن/م           | ن/م           | ۱۷            |
| ۱۹     | ۷            | کیمی رایکونن        | آلفا رومئو-فراری   | ۰:۵۴٫۹۶۳      | ن/م           | ن/م           | ۱۸            |
| ۲۰     | ۵۱           | پترو فیتیپالدی      | هاس-فراری          | ۰:۵۵٫۴۲۶      | ن/م           | ن/م           | ۲۰            |

نکته:زمان‌هایی که به‌شکل پررنگ نوشته‌شده‌اند، نشان‌گر سریع‌ترین زمان طی یک دور پیست هستند.
نتایج تعیین خط:

استارت:

## مسابقه
شروع مسابقه:
در شروع، والتری بوتاس، رده اول را از دست داد و جورج راسل از او سبقت گرفت. در همان دور اول، مکس ورشتپن، سرجیو پرز و چارلز لکلرک با هم برخورد کردند. مکس ورشتپن و چارلز لکرک نتوانستند مسابقه را ادامه دهند و پرز هم بعد یک تعویض لاستیک و دماغه جلو آخر درآمد.
دورهای پایانی مسابقه:
جورج راسل در حالی که می‌خواست اول شود، پنچر کرد و هفتم درآمد. بعد تیم مرسدس متوجه شد اشتباهی لاستیک‌های والتری بوتاس را گذاشته و جورج راسل دوباره به پیت لین آمد. در آخر جورج راسل نهم درآمد و سریع‌ترین دور را هم گرفت.
| رده                                                 | شماره راننده | راننده              | تیم-موتور          | دورها | زمان        | استارت | امتیاز |
| --------------------------------------------------- | ------------ | ------------------- | ------------------ | ----- | ----------- | ------ | ------ |
| ۱                                                   | ۱۱           | سرجیو پرز           | ریسینگ پوینت-مرسدس | ۸۷    | ۱:۳۱:۱۵٫۱۱۴ | ۵      | ۲۵     |
| ۲                                                   | ۳۱           | استابان اوکون       | رنو                | ۸۷    | +۱۰٫۵۱۸     | ۱۱     | ۱۸     |
| ۳                                                   | ۱۸           | لانس استرول         | ریسینگ پوینت-مرسدس | ۸۷    | +۱۱٫۸۶۹     | ۱۰     | ۱۵     |
| ۴                                                   | ۵۵           | کارلوس ساینز جونیور | مک‌لارن-رنو         | ۸۷    | +۱۲٫۵۸۰     | ۸      | ۱۲     |
| ۵                                                   | ۳            | دنیل ریکاردو        | رنو                | ۸۷    | +۱۳٫۳۳۰     | ۷      | ۱۰     |
| ۶                                                   | ۲۳           | الکساندر آلبون      | رد بول-هوندا       | ۸۷    | +۱۳٫۸۴۲     | ۱۲     | ۸      |
| ۷                                                   | ۲۶           | دانیل کویات         | آلفاتاوری-هوندا    | ۸۷    | +۱۴٫۵۳۴     | ۶      | ۶      |
| ۸                                                   | ۷۷           | والتری بوتاس        | مرسدس              | ۸۷    | +۱۵٫۳۸۹     | ۱      | ۴      |
| ۹                                                   | ۶۳           | جورج راسل           | مرسدس              | ۸۷    | +۱۸٫۵۵۶     | ۲      | ۳      |
| ۱۰                                                  | ۴            | لاندو نوریس         | مک‌لارن-رنو         | ۸۷    | +۱۹٫۵۴۱     | ۱۹     | ۱      |
| ۱۱                                                  | ۱۰           | پیر گاسلی           | آلفاتاوری-هوندا    | ۸۷    | +۲۰٫۵۲۷     | ۹      |        |
| ۱۲                                                  | ۵            | سباستیان فتل        | فراری              | ۸۷    | +۲۲٫۶۱۱     | ۱۳     |        |
| ۱۳                                                  | ۹۹           | آنتونیو جوویناتزی   | آلفا رومئو-فراری   | ۸۷    | +۲۴٫۱۱۱     | ۱۴     |        |
| ۱۴                                                  | ۷            | کیمی رایکونن        | آلفا رومئو-فراری   | ۸۷    | +۲۶٫۱۵۳     | ۱۸     |        |
| ۱۵                                                  | ۲۰           | کوین مگنوسن         | هاس-فراری          | ۸۷    | +۳۲٫۳۷۰     | ۱۵     |        |
| ۱۶                                                  | ۸۹           | جک اکیتن            | ویلیامز-مرسدس      | ۸۷    | +۳۳٫۶۷۴     | ۱۷     |        |
| ۱۷                                                  | ۵۱           | پترو فیتیپالدی      | هاس-فراری          | ۸۷    | +۳۶٫۸۵۸     | ۲۰     |        |
| ر.ن.                                                | ۶            | نیکلاس لطیفی        | ویلیامز-مرسدس      | ۵۲    | ب.          | ۱۶     |        |
| ر.ن.                                                | ۳۳           | ماکس فرستاپن        | رد بول-هوندا       | ۰     | ب.          | ۳      |        |
| ر.ن.                                                | ۱۶           | شارل لکلرک          | فراری              | ۰     | ب.          | ۴      |        |
| سریع‌ترین دور: جورج راسل (مرسدس) – ۰:۵۵٫۴۰۴ (دور ۸۰) |              |                     |                    |       |             |        |        |
| منابع:                                              |              |                     |                    |       |             |        |        |

نتایج:

## رده‌بندی قهرمانی پس از مسابقه
|   | جایگاه | راننده        | امتیاز |
| - | ------ | ------------- | ------ |
|   | 1      | لوییس همیلتون | ۳۳۲    |
|   | ۲      | والتری بوتاس  | ۲۰۵    |
|   | ۳      | مکس ورشتپن    | ۱۸۹    |
| ۱ | ۴      | سرجیو پرز     | ۱۲۵    |
| ۱ | ۵      | دنیل ریکاردو  | ۱۱۲    |

|   | جایگاه | تیم-موتور          | امتیاز |
| - | ------ | ------------------ | ------ |
|   | 1      | مرسدس              | ۵۴۰    |
|   | ۲      | ردبول-هوندا        | ۲۸۲    |
| ۱ | ۳      | ریسینگ پوینت-مرسدس | ۱۹۴    |
| ۱ | ۴      | مک‌لارن-رنو         | ۱۸۴    |
|   | ۵      | رنو                | ۱۷۲    |

یادداشت
- تنها پنج جایگاه نخست از هر رده‌بندی نمایش داده شده‌است.